# 太田務
太田 務（おおた つとむ、1962年6月19日 - ）は、日本の合唱指揮者である。広島市出身で、現在は兵庫県在住。

## 人物
崇徳高等学校を経て関西学院大学理学部卒業。高校時代より男声合唱に親しみ、大学進学後、男声合唱の名門・関西学院グリークラブに在籍した。同団で、北村協一に師事し、学生指揮者も務めたことから、合唱指揮者としての道を志し、二度にわたるアメリカ留学で研鑽を積む。1993年、ニュージャージー州のウェストミンスター・クワイヤー・カレッジにて合唱指揮の修士課程を優秀な成績で修了。同時に全米名誉音楽家などのメンバーに選ばれる。2002年、イリノイ州のイリノイ大学アーバナ・シャンペーン校にて合唱指揮と合唱音楽史の博士課程を修了。在学中の1997年にはアメリカ合唱指揮者協会主催の全国集会における指揮者コンクールのファイナリストに選出される。
レパートリーはグレゴリオ聖歌から現代音楽まですべての音楽とし、特にルネサンスの多声音楽、ロマン派のパートソング、および現代音楽一般の研究と演奏に強い関心を持っている。
帰国後、おもに東京・大阪・神戸で合唱指揮者、指導者として活動中。日本合唱指揮者協会会員。神戸市混声合唱団元副指揮者。また大学・アマチュア合唱団の指揮・指導にも広く携わっている。アメリカ時代および日本での傘下の合唱団ではDr.Tomの愛称で親しまれている。